# Acque reflue casearie
Le acque reflue casearie sono i reflui generati dalla lavorazione industriale del latte per la produzione di burro e formaggio.
L'attività casearia dà origine a notevoli quantità di reflui: infatti, dalla lavorazione in caseificio di 10 kg di latte, si ottengono mediamente 1–2 kg di formaggio e 8–10 kg di reflui.
Le acque reflue casearie sono del tutto prive di agenti tossici o inibitori dell'attività batterica (al contrario delle acque di vegetazione), ma a causa del loro elevato contenuto organico, non possono essere scaricate direttamente nei corpi idrici e non sono sempre semplici da trattare negli impianti di depurazione comunali/consortili a causa delle sostanze in esse contenute, come i prodotti del latte poco degradabili.

## Tipologia dei reflui caseari
Nel caso specifico della lavorazione del formaggio, il refluo prende il nome di siero.
Il siero è un liquido giallo-verdastro torbido che contiene tutti gli elementi solubili del latte quali il lattosio, le sieroproteine e i sali solubili (fosforo, sodio, calcio, potassio, ecc.).
A seconda della tecnologia adottata per la produzione del formaggio, ha un'acidità variabile da pH > 5,6 (siero a bassa acidità) a pH < 5,1 (siero acido).
Comunque a causa dell'azione dei batteri lattici subisce una rapida acidificazione che porta il pH a valori inferiori a 4.
Il siero, dopo la separazione della ricotta, che costituisce l'ultima fase delle lavorazioni casearie e porta alla rimozione della maggior parte delle proteine ancora presenti in soluzione, prende il nome di scotta.
Il sottoprodotto della produzione di burro e dei formaggi a pasta filata viene chiamato latticello.
Un frequente e poco costoso utilizzo del siero è quello di ingrediente per la formulazione di mangimi per animali di allevamento, soprattutto di suini.
Nel meridione d'Italia, per la scarsa presenza e/o la ridotta dimensione del settore zootecnico, il siero e la scotta non trovano un grande impiego zootecnico e pertanto il loro smaltimento deve essere effettuato secondo quanto previsto dalle normative ambientali.
Il siero come rifiuto è considerato dalla normativa vigente (D.lgs n. 152/06) un rifiuto speciale non pericoloso, pertanto per smaltirlo tal quale l'azienda produttrice deve attenersi alle disposizioni dettate dal D.lgs n. 22/1997 ("decreto Ronchi").
Il siero come refluo deve essere sottoposto ad un intervento di depurazione al fine di farlo rientrare nei limiti previsti dal D.lgs n.152/06 prima di poterlo smaltire nell'ambiente.

## Carico Organico
Le caratteristiche delle acque reflue casearie sono molto variabili in funzione della tipologia di lavorazione, della dimensione dell'impianto, ecc.
In linea generale il siero presenta le seguenti caratteristiche principali:
- domanda biochimica di ossigeno (BOD)5 mediamente di 800 – 1900 mg/l di O2
- domanda chimica di ossigeno (COD) di 1500 – 3500 mg/l di O2
- grassi e oli pari a 150–300 mg/l
- solidi sospesi totali pari a 300–900 mg/l
- fosforo totale pari 10–50 mg/l
- azoto organico pari a 30–60 mg/l
- cloruri pari a 100 –300 mg/l
- tensioattivi totali pari a 10–25 mg/l.

Il carico organico di un piccolo caseificio che produce 20 m3 di reflui al giorno causa un inquinamento paragonabile a quello di una popolazione di circa 10.000 abitanti equivalenti.

## Classificazione dei reflui secondo il D.lgs n.152/06
Secondo la parte III del D.lgs. n.152/06 e ss.mm.ii. l'effluente proveniente da un'attività casearia, può essere classificabile:
- come refluo assimilato al domestico: quando la materia prima lavorata proviene per almeno 2/3 da aziende agricole che esercitano anche l'attività casearia;
- come acque reflue industriali nei restanti casi (tutte le attività a di trasformazione del latte e del formaggio)  e per tale motivo prima di essere smaltiti nei corpi superficiali devono essere sottoposti ad un idoneo trattamento depurativo al fine di rientrare nei limiti di scarico previsti dalla tabella 3, allegato 5 parte III del D.lgs n.152/06 e ss.mm.ii..

Lo scarico nella pubblica fognatura è disciplinato dal DLgs 152/99 e deve avvenire nel rispetto dei valori limite previsti da tale decreto.
Lo scarico in acque superficiali e sul suolo è possibile previa autorizzazione da richiedersi alla Provincia.

## Trattamenti di depurazione
Le acque reflue di caseificio e delle attività di lavorazione latte e formaggi si prestano a trattamenti depurativi analoghi a quelli utilizzati per le acque reflue urbane.
Di norma si può attuare con:
- Sistemi a fanghi attivi con sedimentazione secondaria;
- Filtri percolatori con sedimentazione secondaria;
- Fitodepurazione;
- Bioreattori a membrana

Il trattamento depurativo prescelto va sempre preceduto da pretrattamenti preliminari mirati alla rimozione dei grassi/oli animali (disoleatura) e dei solidi sospesi.
Prima del trattamento depurativo vero e proprio, i reflui si possono far confluire in una vasca di equalizzazione/omogeneizzazione nella quale vengono livellate le punte istantanee del carico idraulico/carico organico che si verificano nell'arco della giornata lavorativa.
La sedimentazione primaria non è necessaria poiché il materiale inquinante si trova totalmente in forma colloidale e in soluzione.

## Trattamenti di recupero
Per ridurre i costi di smaltimento ma anche per valorizzare i reflui caseari, trasformando di uno scarto in una risorsa economica, negli anni sono stati ideati trattamenti atti ad estrarre i componenti ad alto valore biologico (ad esempio:. sieroproteine, lattosio, sali minerali), consentendo così di ridurre la quantità di reflui prodotti.
A questo scopo le tecnologie separative più utilizzate sono i processi a membrana (microfiltrazione, ultrafiltrazione, nanofiltrazione, osmosi inversa e conversione idrotermica). Inoltre sono disponibili tecnologie per l'utilizzazione del siero come materia prima per la produzione di etanolo. Attualmente, ad esempio, i gruppi lattiero–caseari tedeschi utilizzano il siero come materia prima per produrre biocombustibili a costi molto bassi.